# Gélida
Gélida (oficialmente en catalán: Gelida) es un municipio de la provincia de Barcelona (Cataluña, España), ubicado en el límite oriental de la comarca barcelonesa del Alto Penedés. Limita al norte con San Lorenzo de Hortóns y San Esteban de Sasroviras, al noreste con Castellví de Rosanes, al este con Corbera de Llobregat, al sureste con Cervelló, al sur y suroeste con Subirats, y con San Sadurní de Noya en una pequeña franja al oeste. La capital de su comarca es Villafranca del Panadés.

## Geografía

Localización de Gélida en la comarca del Alto Penedés

El término municipal ocupa principalmente un área montañosa ubicada en el extremo norte de la sierra del Ordal, que desciende hacia el norte para formar el valle inferior del río Noya antes de desembocar en el río Llobregat. La vegetación en la zona montañosa es la propia de la sierra prelitoral catalana, principalmente bosque de pino con sotobosque arbustivo mediterráneo. La zona de valle ha sido aprovechada para el cultivo, principalmente de uva con la que se elaboran vinos y cavas de la Denominación de Origen Penedès.
Su ubicación en una ladera es la causa de su gran variación en altitud: el punto más bajo habitado del municipio se encuentra a 86 metros, en la estación de ferrocarril. El punto medio del núcleo principal (Gélida) son los 199 metros de la plaza de la Iglesia, y el máximo dentro de poblado se da en el castillo (290 m s. n. m.) y la urbanización de Martivell (275 m s. n. m.). La altura máxima del municipio se registra en el Puig d'Agulles, de 652 metros.
El mencionado río Noya atraviesa el término de suroeste a nordeste, proporcionando un abastecimiento de agua constante tanto para consumo urbano como agrícola. Dentro del mismo término existen numerosos torrentes que desembocan en el mismo, así como gran cantidad de fuentes de agua potable. El clima es típicamente mediterráneo, con temperaturas anuales medias de 16 °C y una precipitación media de 550 litros/metro cuadrado anuales.

## Demografía
Gélida cuenta con una población de 8098 habitantes (INE 2024).
| Gráfica de evolución demográfica de Gélida entre 1842 y 2021                                                          |
| |
| Población de derecho según los censos de población del INE. Población de hecho según los censos de población del INE. |

## Economía
La vida económica del municipio presenta curiosos contrastes. La actividad agrícola sigue estando presente, con cerca de 450 hectáreas de tierra cultivada. Más de la mitad se dedican a la vid, mientras el resto se emplea en olivos, cereal, y diversos árboles frutales y hortalizas. Tiene también una cierta presencia industrial, centrada de forma apreciable en la empresa papelera Guarro Casas, ubicada en el margen derecho del río y que da empleo a unas 300 personas. Cerca se encuentra también un polígono industrial, antiguamente ocupado por otra papelera, La Gelidense, y que a partir de los años 1980 ha ido acogiendo a diversas industrias desplazadas desde otras áreas industriales de la provincia. En el año 2002 el ayuntamiento intentó declarar un nuevo polígono industrial en Can Juncoses, una zona tradicionalmente de cultivo agrícola. Se organizó un fuerte movimiento vecinal de protesta, y el proyecto fue abandonado temporalmente el mismo año. En septiembre del 2006, la recalificación necesaria aún está en vía judicial.
El principal motor económico del municipio, sin embargo, es el sector servicios. Una parte importante de la población trabaja fuera del término municipal, principalmente en Barcelona y Martorell. Además, desde inicios del siglo XX Gélida ha sido un pueblo de veraneo tradicional de la burguesía barcelonesa. Hoy día aún se mantiene parte de esa condición de segunda residencia, y la población se incrementa notablemente en los periodos vacacionales.

## Cultura

### Patrimonio

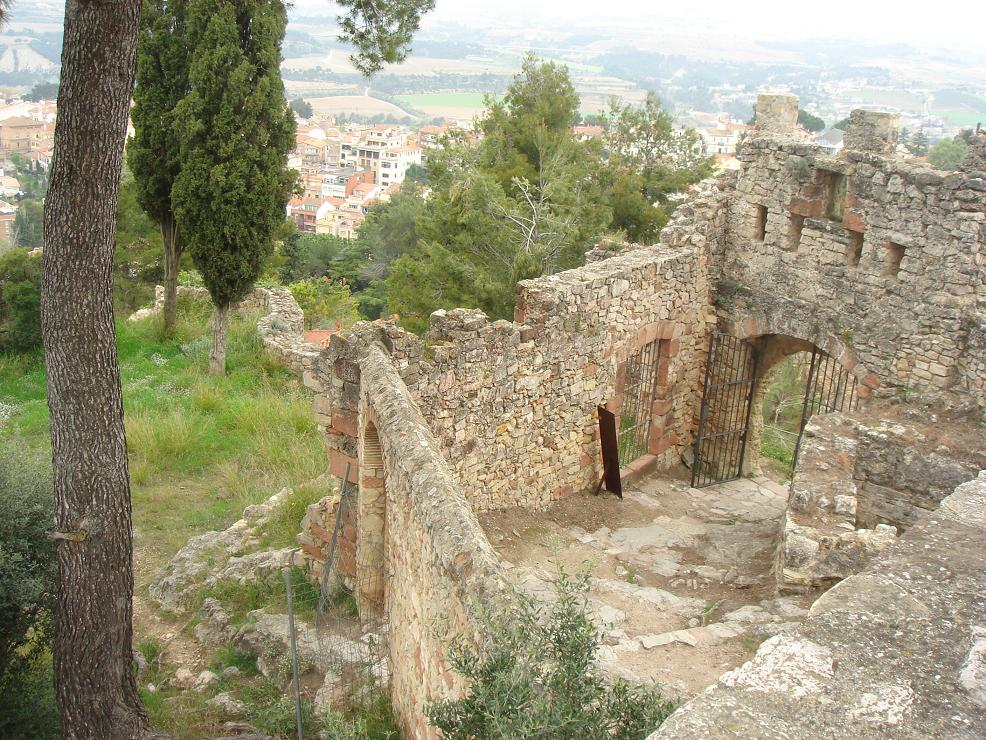
Entrada principal del recinto del castillo de Gélida

- El castillo de Gélida, documentado desde el año 945.
- El funicular de Gélida, inaugurado en 1924 y que salvando un desnivel de 110 m une la estación de Renfe con su centro urbano.

### Fiestas y mercados
- Mercado semanal cada lunes
- Enero, 25: Diada de San Pau en el castillo
- Pascua, domingo: Cantada de caramellas
- Pascua florida, lunes: Fiesta de la Virgen de la Salud, tradicional "el pa i l’empenta"
- Junio, mediados: fiesta mayor del Puig y la Valenciana
- Julio-agosto: verbenas de calles y barrios
- Agosto, el primer lunes después de San Roque: fiesta mayor
- Diciembre, 13: Fiesta de Santa Lucía, reparto de la escudella y Feria de Santa Lucía (productos artesanales)

## Administración y política
| Periodo   | Nombre                                      | Partido                                    |
| --------- | ------------------------------------------- | ------------------------------------------ |
| 1979-1983 | Rafael Ribé i Coma / Martí Coma i Rovira    | Entesa de Gelida                           |
| 1983-1987 | Pere Parera i Cartró / Ramón Ferrando i Cid | CiU                                        |
| 1987-1991 | Ramón Ferrando i Cid                        | CiU                                        |
| 1991-1995 | Joan Rosselló / Pere Parera                 | PSC / CiU                                  |
| 1995-1999 | Joan Rosselló                               | PSC                                        |
| 1999-2003 | Lluís Valls Comas                           | PSC                                        |
| 2003-2007 | Miquel Carrillo / Francesc Rossell          | ERC / CiU                                  |
| 2007-2011 | Lluís Valls Comas                           | PSC                                        |
| 2011-2015 | Lluís Valls Comas                           | PSC / ICV                                  |
| 2015-2019 | Lluís Valls Comas                           | PSC / ICV                                  |
| 2019-2023 | Lluïsa Llop Fernàndez                       | ERC / Primàries Catalunya / Gelida en Comú |
| 2023-act. | Lluís Valls Comas                           | PSC                                        |